# 60-й меридіан західної довготи
60-й меридіан західної довготи — лінія довготи, що лежить на 60 градусів західніше Гринвіцького меридіана. Вона проходить від Північного полюса через Північний Льодовитий океан, Північну Америку, Атлантичний океан, Південну Америку, Південний океан та Антарктиду до Південного полюса.
60-й меридіан західної довготи формує велике коло разом із 120-тим меридіаном східної довготи.
Це центральний меридіан часового поясу UTC-4, також відомого як Атлантичний час

## Список географічних об'єктів, що перетинає 60° зх. д.
Починаючи на Північному полюсі та рухаючись до Південного полюса, 60-й меридіан західної довготи проходить через:
| Координати                                                 | Країна, територія або море   | Примітки                                                                                         |
| ---------------------------------------------------------- | ---------------------------- | ------------------------------------------------------------------------------------------------ |
| 90°0′ пн. ш. 60°0′ зх. д. / 90.000° пн. ш. 60.000° зх. д.  | Північний Льодовитий океан   |                                                                                                  |
| 83°28′ пн. ш. 60°0′ зх. д. / 83.467° пн. ш. 60.000° зх. д. | Море Лінкольна               |                                                                                                  |
| 81°56′ пн. ш. 60°0′ зх. д. / 81.933° пн. ш. 60.000° зх. д. | Гренландія                   | Проходить через Землю Холла                                                                      |
| 75°56′ пн. ш. 60°0′ зх. д. / 75.933° пн. ш. 60.000° зх. д. | Море Баффіна                 |                                                                                                  |
| 70°0′ пн. ш. 60°0′ зх. д. / 70.000° пн. ш. 60.000° зх. д.  | Дейвісова протока            |                                                                                                  |
| 60°0′ пн. ш. 60°0′ зх. д. / 60.000° пн. ш. 60.000° зх. д.  | Атлантичний океан            | Море Лабрадор                                                                                    |
| 55°24′ пн. ш. 60°0′ зх. д. / 55.400° пн. ш. 60.000° зх. д. | Канада                       | Проходить через півострів Лабрадор Ньюфаундленд і Лабрадор Квебек                                |
| 50°14′ пн. ш. 60°0′ зх. д. / 50.233° пн. ш. 60.000° зх. д. | Затока Святого Лаврентія     | Проходить східніше острова Сент-Пол, Нова Шотландія, Канада                                      |
| 47°14′ пн. ш. 60°0′ зх. д. / 47.233° пн. ш. 60.000° зх. д. | Протока Кабота               |                                                                                                  |
| 46°13′ пн. ш. 60°0′ зх. д. / 46.217° пн. ш. 60.000° зх. д. | Канада                       | Нова Шотландія — проходить через острів Кейп-Бретон                                              |
| 45°53′ пн. ш. 60°0′ зх. д. / 45.883° пн. ш. 60.000° зх. д. | Атлантичний океан            |                                                                                                  |
| 43°57′ пн. ш. 60°0′ зх. д. / 43.950° пн. ш. 60.000° зх. д. | Канада                       | Нова Шотландія — проходить через острів Сейбл                                                    |
| 43°56′ пн. ш. 60°0′ зх. д. / 43.933° пн. ш. 60.000° зх. д. | Атлантичний океан            |                                                                                                  |
| 8°33′ пн. ш. 60°0′ зх. д. / 8.550° пн. ш. 60.000° зх. д.   | Венесуела                    |                                                                                                  |
| 8°6′ пн. ш. 60°0′ зх. д. / 8.100° пн. ш. 60.000° зх. д.    | Гаяна                        | Проходить через територію, на яку претендує Венесуела                                            |
| 5°5′ пн. ш. 60°0′ зх. д. / 5.083° пн. ш. 60.000° зх. д.    | Бразилія                     | Рорайма — приблизно на 18 км                                                                     |
| 4°55′ пн. ш. 60°0′ зх. д. / 4.917° пн. ш. 60.000° зх. д.   | Гаяна                        | Проходить через територію, на яку претендує Венесуела                                            |
| 4°30′ пн. ш. 60°0′ зх. д. / 4.500° пн. ш. 60.000° зх. д.   | Бразилія                     | Рорайма Амазонас — проходить східніше Манауса Мату-Гросу Рондонія Мату-Гросу Рондонія Мату-Гросу |
| 16°16′ пд. ш. 60°0′ зх. д. / 16.267° пд. ш. 60.000° зх. д. | Болівія                      |                                                                                                  |
| 19°18′ пд. ш. 60°0′ зх. д. / 19.300° пд. ш. 60.000° зх. д. | Парагвай                     |                                                                                                  |
| 24°2′ пд. ш. 60°0′ зх. д. / 24.033° пд. ш. 60.000° зх. д.  | Аргентина                    |                                                                                                  |
| 38°51′ пд. ш. 60°0′ зх. д. / 38.850° пд. ш. 60.000° зх. д. | Атлантичний океан            |                                                                                                  |
| 51°18′ пд. ш. 60°0′ зх. д. / 51.300° пд. ш. 60.000° зх. д. | Фолклендські Острови         | Проходить через острови Кеппел[en] та Західний Фолкленд — претендує Аргентина                    |
| 52°0′ пд. ш. 60°0′ зх. д. / 52.000° пд. ш. 60.000° зх. д.  | Атлантичний океан            |                                                                                                  |
| 60°0′ пд. ш. 60°0′ зх. д. / 60.000° пд. ш. 60.000° зх. д.  | Південний океан              |                                                                                                  |
| 62°27′ пд. ш. 60°0′ зх. д. / 62.450° пд. ш. 60.000° зх. д. | Південні Шетландські острови | Проходить через острови Гринвіч і Лівінгстон — претендують Аргентина, Чилі та Велика Британія    |
| 62°40′ пд. ш. 60°0′ зх. д. / 62.667° пд. ш. 60.000° зх. д. | Південний океан              |                                                                                                  |
| 63°51′ пд. ш. 60°0′ зх. д. / 63.850° пд. ш. 60.000° зх. д. | Антарктида                   | Проходить через Антарктичний півострів — претендують Аргентина, Чилі та Велика Британія          |
| 65°50′ пд. ш. 60°0′ зх. д. / 65.833° пд. ш. 60.000° зх. д. | Південний океан              | Море Ведделла                                                                                    |
| 68°5′ пд. ш. 60°0′ зх. д. / 68.083° пд. ш. 60.000° зх. д.  | Антарктида                   | Проходить через територію, на яку претендують Аргентина, Чилі та Велика Британія                 |
| 69°1′ пд. ш. 60°0′ зх. д. / 69.017° пд. ш. 60.000° зх. д.  | Південний океан              | Море Ведделла                                                                                    |
| 72°49′ пд. ш. 60°0′ зх. д. / 72.817° пд. ш. 60.000° зх. д. | Антарктида                   | Проходить через територію, на яку претендують Аргентина, Чилі та Велика Британія                 |
| 73°17′ пд. ш. 60°0′ зх. д. / 73.283° пд. ш. 60.000° зх. д. | Південний океан              | Море Ведделла                                                                                    |
| 75°19′ пд. ш. 60°0′ зх. д. / 75.317° пд. ш. 60.000° зх. д. | Антарктида                   | Проходить через територію, на яку претендують Аргентина, Чилі та Велика Британія                 |